# (5208) Royer
(5208) Royer es un asteroide perteneciente a la familia de María en el cinturón de asteroides, es un asteroide perteneciente al cinturón de asteroides, descubierto el 6 de febrero de 1989 por Eleanor F. Helin desde el Observatorio del Monte Palomar, Estados Unidos.

## Designación y nombre
Designado provisionalmente como 1989 CH1. Fue nombrado Royer en honor al Monseñor Ronald Royer, cuyo trabajo en fotografía astronómica y observación de estrellas variables ha sido su pasión. Durante más de veinte años contribuyó a la investigación astronómica y ha ejemplificado los ideales de la astronomía amateur al compartir sus telescopios y su entusiasmo con cientos de estudiantes, niños de su parroquia y el público en general. Royer es uno de los verdaderos pioneros de la astrofotografía tricolor, después de haber aplicado esta tecnología para ilustrar los diferentes colores de las colas de gas y polvo del cometa West (1976 VI).

## Características orbitales
Royer está situado a una distancia media del Sol de 2,604 ua, pudiendo alejarse hasta 2,725 ua y acercarse hasta 2,484 ua. Su excentricidad es 0,046 y la inclinación orbital 15,90 grados. Emplea 1535,65 días en completar una órbita alrededor del Sol.
El próximo acercamiento a la órbita terrestre se producirá el 12 de octubre de 2110.

## Características físicas
La magnitud absoluta de Royer es 12,6. Tiene 8 km de diámetro y su albedo se estima en 0,27. Está asignado al tipo espectral S según la clasificación SMASSII.